# 케빈 더 브라위너
케빈 더브라위너(네덜란드어: Kevin De Bruyne, 네덜란드어 발음: [ˈkɛvɪn də ˈbrœynə], 1991년 6월 28일~)는 벨기에의 축구 선수이다. 포지션은 공격형 미드필더로, 현재 이탈리아 세리에A의 나폴리와 벨기에 국가대표팀의 주장이다.

## 국가대표팀 경력
2023년 3월 21일, 벨기에 축구 국가대표팀에서 은퇴한 에덴 아자르의 뒤를 이어 벨기에 국가대표팀의 주장으로 임명되었다.

## 플레이 스타일
중앙에 위치할 때 가장 좋은 모습을 보인다. 하프라인과 공격 진영을 오가며 넓은 시야와 정확한 킥력으로 경기를 전개시키는 유형의 미드필더다. 공격 진영에서의 중거리 슈팅과 득점 능력도 뛰어나 전술의 시발점이 되기도 한다. 태클과 제공권 다툼에 있어서는 약세를 보인다.
케빈 더 브라위너 선수가 맨시티에 입단해서 페예그리니 감독 밑에서는 공격형 미드필더로 뛰었다. 하지만 케빈 더 브라위너 선수의 약점이라면 약점인 탈압박에 약한 모습과 화려한 전진드리블이나 개인기의 부재가 부담이 되는 듯한 모습도 볼 수 있었다.
맨시티에 펩 과르디올라 감독이 부임하면서 더 브라위너의 포지션이 공격형 미드필더에서 중앙 미드필더로 바뀌었다. 펩 부임 첫 시즌에는 실바가 더 브라위너 선수보다는 조금 더 아래에서 조율과 공격의 방향설정을 하고, 더 브라위너 선수는 2선 침투등 좀 더 공격적인 역할을 수행하였다.
17/18시즌 더 브라위너의 기량이 폭발했다. 저번 시즌과 달라진 점은 실바가 공격에 치중한다면, 더 브라위너 선수는 좀 더 밑으로 내려와서 공격의 뱡향설정과 팀의 템포조절, 전체적인 경기의 조율을 담당하였다. 그만큼 더 브라위너에게 가장 적합한 포지션을 펩 과르디올라가 발견한 것이다. 약점으로 평가 받았던 탈압박과 화려한 개인기의 부재는 좀 더 밑으로 내려오면서 압박을 받는 강도가 약해짐에 따라서 보완되었고, 더 브라위너의 강점인 활동량을 통해서 이곳저곳을 돌아다니면서 팀의 윤활유 역할을 더 효율적으로 수행하고 있다. 시즌 초 영국 매체에서는 더 브라위너 선수의 포지션을 홀딩 미드필더로까지 분류하기도 하였다. 실제로 이번 시즌 수비형 미드필더역할도 수행한 적이 있으며, 제로톱이나윙어의 역할도 수행할 수 있다.

## 출전 통계
| 클럽          | 시즌    | 출전 | 득점 | 도움 |
| ------------- | ------- | ---- | ---- | ---- |
| 헹크          | 2008-09 | 2    | 0    | 0    |
| 헹크          | 2009-10 | 40   | 3    | 4    |
| 헹크          | 2010-11 | 35   | 6    | 17   |
| 헹크          | 2011-12 | 36   | 8    | 15   |
| 헹크          | 합계    | 113  | 17   | 36   |
| 브레멘        | 2012-13 | 34   | 10   | 10   |
| 첼시          | 2013-14 | 9    | 0    | 1    |
| 볼프스부르크  | 2013-14 | 18   | 3    | 6    |
| 볼프스부르크  | 2014-15 | 51   | 16   | 27   |
| 볼프스부르크  | 2015-16 | 4    | 1    | 2    |
| 볼프스부르크  | 합계    | 73   | 20   | 35   |
| 맨체스터 시티 | 2015-16 | 41   | 16   | 12   |
| 맨체스터 시티 | 2016-17 | 49   | 7    | 19   |
| 맨체스터 시티 | 2017-18 | 52   | 12   | 22   |
| 맨체스터 시티 | 2018-19 | 32   | 6    | 10   |
| 맨체스터 시티 | 2019-20 | 48   | 16   | 22   |
| 맨체스터 시티 | 2020-21 | 40   | 10   | 18   |
| 맨체스터 시티 | 2021-22 | 44   | 19   | 15   |
| 맨체스터 시티 | 2022-23 | 49   | 10   | 28   |
| 맨체스터 시티 | 2023-24 | 26   | 6    | 18   |
| 맨체스터 시티 | 2024-25 | 36   | 6    | 8    |
| 맨체스터 시티 | 합계    | 417  | 108  | 172  |

## 수상

#### 헹크
- 벨기에 프로 리그 : 2010-11
- 벨기에 컵 : 2008-09
- 벨기에 슈퍼컵 : 2011

#### 볼프스부르크
- DFB 포칼 : 2014-15
- DFL 슈퍼컵 : 2015

#### 맨체스터 시티
- 프리미어리그 : 2017-18, 2018-19, 2020-21, 2021-22, 2022-23, 2023-24
- FA컵 : 2018-19, 2022-23
- EFL컵 : 2015-16, 2017-18, 2018-19, 2019-20, 2020-21
- FA 커뮤니티실드 : 2019, 2024
- UEFA 챔피언스리그 : 2022-23

#### 벨기에
- FIFA 월드컵 3위 : 2018

### 개인
- VDV 올해의 선수 : 2014-15
- VDV 올해의 팀 : 2014-15
- 분데스리가 올해의 선수 : 2014-15
- 분데스리가 도움왕 : 2014-15
- PFA 올해의 선수 : 2019-20, 2020-21
- PFA 올해의 팀 : 2017–18, 2019–20, 2020–21, 2021–22, 2022–23
- 프리미어리그 올해의 선수[3] : 2019–20, 2021–22
- 프리미어리그 도움왕 : 2017-18, 2019-20, 2022-23
- 프리미어리그 이 달의 골 : 19년 11월, 20년 7월
- UEFA 올해의 팀[4] : 2017, 2019, 2020
- UEFA 챔피언스리그 최우수 미드필더 : 2019-20
- UEFA 챔피언스리그 시즌의 스쿼드[5] : 2017–18, 2018–19, 2019–20, 2020–21, 2021–22, 2022–23
- UEFA 유로파리그 시즌의 스쿼드[5] : 2014-15
- FIFA 월드컵 드림팀 : 2018
- FIFPRO 월드11 : 2020, 2021, 2022, 2023, 2024
- ESM 올해의 팀 : 2017–18, 2019–20, 2020–21, 2021–22 2022–23
- 독일 축구 올해의 선수 : 2015
- 독일 이 달의 골 : 14년 10월
- 벨기에 올해의 운동 선수 : 2015
- 벨기에 최우수 해외 선수 : 2015, 2016, 2022, 2023
- 맨체스터 시티 올해의 선수 : 2015–16, 2017–18, 2019–20, 2021–22
- 맨체스터 시티 올해의 골 : 2019-20
- NFA 프리미어리그 올해의 선수 : 2020, 2022
- RBFA 125주년 베스트 : 2020
- IFFHS 올해의 팀 : 2017, 2019, 2020, 2021, 2022, 2023
- 스포츠일러스트레이티드 프리미어리그 2010년대의 팀 (2010-2019)

#### 발롱도르
- 2015 - 18
- 2017 - 14
- 2018 - 9
- 2019 - 14
- 2021 - 8
- 2022 - 3
- 2023 - 4